# Grandma's Reading Glass
Grandma's Reading Glass és una pel·lícula britànica dirigida per George Albert Smith el 1900.
En aquest film, George Albert Smith utilitza per la primera vegada al cinema el pla cinematogràfic per descriure una mateixa acció, com una successió de plans, que són, altre descobriment important, els primers plans subjectius de la història del cinema.
George Albert Smith forma part de l'Escola de Brighton que és la base d'una part important del llenguatge cinematogràfic.
Narra com un nen mira un gat a través de la lupa de la seva àvia. Per mostrar que el nen està mirant a través de la lupa, s'utilitza un primer pla en què la imatge que mira el nen apareix dins un cercle mentre que la resta del pla és de color negre.
En aquest film, la lupa és un pretext per introduir l'ús del primer pla. En aquella època, el primer no s'entenia com l'aproximació a un objecte, mostrar un primer pla d'una mà, per exemple, s'hagués entès com si s'estigués ensenyant una mà tallada. Els espectadors encara no estaven acostumats a imaginar el fora de camp de les imatges.
En aquest cas, doncs, el primer pla (justificat per la lupa) s'utilitza com un efecte especial més per sorprendre el públic, encara no s'utilitza amb una consciència dramàtica.

## Argument
Mentre que la seva àvia està ocupada a cosir, una jove es diverteix observant diferents objectes a l'ajuda d'una lupa. Mira successivament la publicitat en un periòdic (primer pla del film), el mecanisme d'un rellotge, un canari a la seva gàbia, l'ull de la seva àvia que es mou còmicament, a continuació el cap del gatet en el seu cistell. Vol continuar el joc però la seva àvia hi posa fi.

## Interpretació
- Harold Smith (el fill del director): el nen

## Importància històrica
L'historiador del cinema Georges Sadoul opina d'aquest film :
| « | L'any 1900, George Albert Smith era encara amb James Williamson a l'avantguarda de l'art cinematogràfic. Smith, que per la seva formació li agradaven els plans amplis va percebre aviat que aquests no ho podien mostrar tot; va tenir llavors la idea d'alternar plans generals i plans amplis en una mateixa escena. Els dos primers films on adopta aquest estil revolucionari van ser, el 1900, Grandma's Reading Glass i El que es veu en un telescopi... Aquesta alternança dels plans amplis i dels plans generals en una mateixa escena és el principi del muntatge. Smith crea el primer autèntic muntatge. Mentre que Georges Méliès, la unitat de lloc condicionava obligatòriament la unitat de punt de vista. | » |

I el que en pensen els historiadors Marie-France Briselance i Jean-Claude Morin:
| « | George Albert Smith ha comprès que el pla és la unitat creadora del film. No és només "una imatge", és l'eina que permet crear el temps i l'espai imaginaris del relat cinematogràfic, per mitjà de talls en l'espai i el temps cada vegada que es crea un nou pla que s'afegeix al precedent. Filmar, això no és només gravar una acció, és en principi escollir la manera de mostrar aquesta acció, per enquadraments variats amb eixos de presa de vista diferents. Aquesta operació, el tall, proporciona després del rodatge un conjunt de plans que s'enganxen l'un darrere de l'altre, segons la seva lògica espacial i temporal, en l'operació del muntatge. | » |

Aquí els 10 plans montats de Grandma's Reading Glass. Els plans 2, 4, 6, 8 I 10 han estat rodats seguits (un únic pla que ha estat tallat en 5 plans en el muntatge).